# Cloridopsis terrareginensis
Cloridopsis terrareginensis is een bidsprinkhaankreeftensoort uit de familie van de Squillidae. De wetenschappelijke naam van de soort is voor het eerst geldig gepubliceerd in 1953 door Stephenson.